# Christoph Amberger

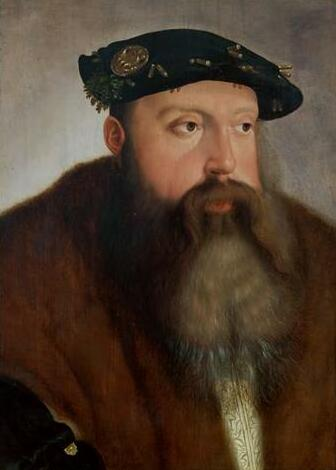
Portret Ludwika X Bawarskiego autorstwa Ambergera

Christoph Amberger (ur. ok. 1505 w Kaufbeuren, zm. między 1 listopada 1561 a 19 października 1562 w Augsburgu) – niemiecki malarz, przedstawiciel epoki odrodzenia.
Specjalizował się w malowaniu portretów (m.in. Portret mężczyzny 1540–60 Zamek Królewski na Wawelu Kraków), dzieła przedstawiające władców) oraz w tworzeniu obrazów o tematyce religijnej.
W Monachium znajduje się popiersie artysty.